# فيصل حوراني
فيصل «محمد رشاد» سلمان حوراني (وُلد في 23 مارس 1939 في المسمية الصغيرة – تُوفي في 12 مايو 2022 في جنيف)، كاتب وصحفي فلسطيني عمل في إعلام منظمة التحرير الفلسطينية وترأس قسم الدراسات فيها، وله عدة أعمال أدبية وسياسية منشورة تتناول تاريخ القضية والسياسة الفلسطينية.

## نشأته وتعليمه
ولد عام 1939 في قرية المسمية الصغيرة في قضاء غزة، ولجأ مع أسرته نتيجة حرب 1948 إلى قطاع غزة، ثم انتقلت الأسرة إلى دمشق، وهناك تلقى نال تعليمه المدرسي وعمل في التدريس، وتخرج من جامعة دمشق عام 1964 بشهادة إجازة في الفلسفة وعلم الاجتماع وعلم النفس.

## نشاطه السياسي والصحفي
عاش لمدة عام في الجزائر حيث عمل في الصحافة، ثم عاد عام 1965 إلى دمشق وعمل محرراً في صحيفة البعث، وكتب برامج للإذاعة والتلفزة السوريتان. إنضم عام 1962 إلى حزب البعث العربي الاشتراكي وظل عضواً فيه إلى أن فُصل 1968، إلا أنه واصل العمل في رئاسة تحرير مجلة «الطلائع» حتى عام 1970، كما كان عضواً في هيئة تحرير مجلة «صوت فلسطين».
شغل في الأعوام 1977 و 1978 منصب نائب ممثل منظمة التحرير في موسكو خلال، ثم عاد إلى دمشق حيث ترأس دائرة الإعلام والعلاقات العامة في الدائرة السياسية لمنظمة التحرير الفلسطينية. في عام 1979 عمل في مركز الأبحاث في بيروت، حيث تولى لاحقاً رئاسة تحرير دوريتها «شؤون فلسطينية»، وانتقل بعد حرب عام 1982 مع كادر المركز إلى نيقوسيا في قبرص.
مثّل اتحاد الكتاب الفلسطينيين في المجلس الوطني الفلسطيني الذي انعقد في عمان عام 1984، وفي عام 1988 عُيُن عضواً في المجلس الوطني الفلسطيني.
في عام 1989 انتقل إلى فيينا، وعاد عام 1995 إلى مناطق السلطة الوطنية في فلسطين حيث أقام جزئيا.

## من مؤلفاته
- المحاصرون (رواية)، 1973.
- الفكر السياسي الفلسطيني 1964-1974: دراسة في المواثيق الرئيسية لمنظمة التحرير الفلسطينية، 1980.
- سمك اللجة (رواية)، منشورات وزارة الثفافة، دمشق، 1983.
- عبد الناصر وقضية فلسطين - قراءة لأفكاره وممارساته، مؤسسة الثقافة الفلسطينية، عكا، 1987.
- جذور الرفض الفلسطيني - 1918-1948، شرق برس، نيقوسيا، 1990.
- دروب المنفى (سيرة ذاتية في خمسة أجزاء)، مؤسسة الدراسات الفلسطينية، بيروت، 1994- 2004.
- الحنين (رواية)، مركز اللاجئين والشتات الفلسطيني، 2004.
- بير الشوم (رواية)، المؤسسة العربية للدراسات، بيروت، 2005.[8]
- باولا وأنا، دار التنوير، رام الله، 2022.[9]
- فاطمة، حياتها وموتها، دار التنوير، رام الله، 2022.[10]

## جوائز وتكريم
في كانون أول 2004 منحته وزارة الثقافة الفلسطينية الجائزة الفلسطينية لأعمال السير الذاتية، لسيرته الذاتية «دروب المنفى» التي نشرت في عدة أجزاء في الأعوام 1994 إلى 2004.